# Didier de Radiguès
Didier de Radiguès (Lovanio, 27 marzo 1958) è un pilota motociclistico e pilota automobilistico belga ritiratosi dall'attività agonistica, dopo le competizioni dedicatosi alla fotografia.

## Carriera

### Biografia
Anche suo fratello, Patrick de Radiguès, ha corso come pilota motociclistico professionista.

### Motomondiale
Ha gareggiato nel motomondiale dall'edizione del 1979 a quella del 1991 ottenendo in totale 4 vittorie nei singoli gran premi e 15 piazzamenti sul podio.
Il suo miglior risultato nella classifica generale è stato un secondo posto in classe 350 nel motomondiale 1982 alle spalle del tedesco Anton Mang; nello stesso anno e nella stessa classe ha ottenuto la sua prima vittoria, in occasione del Gran Premio motociclistico delle Nazioni 1982. 
Il suo ultimo anno ha gareggiato in classe 500 con il team Lucky Strike Suzuki a bordo della Suzuki RGV Γ 500 con compagno di squadra lo statunitense Kevin Schwantz, ma pur avendo portato a termine 14 gare su 15 non è riuscito ad andare oltre l'ottavo posto finale. Sempre nel 1991 vince il Gran Premio di Macao.
Dopo il ritiro dalle corse motociclistiche è passato alle competizioni automobilistiche di durata, partecipando alla American Le Mans Series vincendo anche l'edizione del 1997 della 24 Ore di Spa. Ha partecipato anche ad alcune edizioni della 24 Ore di Le Mans tra il 1998 e il 2003 senza però riuscire a portarla a termine; tra l'altro, nell'edizione del 1998 ha fatto parte di un equipaggio che comprendeva un altro pilota motociclistico famosi, l'iridato australiano Wayne Gardner.

### Dopo le corse
In seguito al ritiro dalle competizioni ha aperto una scuola di pilotaggio ed è diventato opinionista per alcuni canali della televisione belga per cui commenta le gare del motomondiale. Oltre a ciò, negli anni successivi alla sua carriera di pilota, si cimenta nel mestiere di fotografo.

## Risultati nel motomondiale

### Classe 250
| 1980 | Classe | Moto   |   |   |    |    |   |    |     |     |    |   |  |  |  |  |  | Punti | Pos. |
| ---- | ------ | ------ | - | - | -- | -- | - | -- | --- | --- | -- | - |  |  |  |  |  | ----- | ---- |
| 1980 | 250    | Yamaha | - | - | 18 | 12 | 8 | 20 | Rit | Rit | NQ | 6 |  |  |  |  |  | 8     | 18º  |

| 1981 | Classe | Moto   |   |    |    |    |     |     |    |    |   |    |   |     |   |   |  | Punti | Pos. |
| ---- | ------ | ------ | - | -- | -- | -- | --- | --- | -- | -- | - | -- | - | --- | - | - |  | ----- | ---- |
| 1981 | 250    | Yamaha | 9 | NE | 23 | 13 | Rit | Rit | NE | 10 | 5 | 10 | 6 | Rit | 8 | 4 |  | 26    | 9º   |

| 1982 | Classe | Moto              |    |    |     |     |     |    |   |   |    |   |   |     |     |     |  | Punti | Pos. |
| ---- | ------ | ----------------- | -- | -- | --- | --- | --- | -- | - | - | -- | - | - | --- | --- | --- |  | ----- | ---- |
| 1982 | 250    | Chevallier-Yamaha | NE | NE | Rit | Rit | Rit | NP | 3 | 1 | 10 | - | 2 | Rit | Rit | Rit |  | 38    | 6º   |

| 1983 | Classe | Moto              |   |   |   |   |     |   |     |   |   |   |   |    |  |  |  | Punti | Pos. |
| ---- | ------ | ----------------- | - | - | - | - | --- | - | --- | - | - | - | - | -- |  |  |  | ----- | ---- |
| 1983 | 250    | Chevallier-Yamaha | 2 | 4 | 9 | 3 | Rit | 2 | Rit | 7 | 1 | 9 | 8 | NE |  |  |  | 68    | 3º   |

| 1989 | Classe | Moto    |    |   |    |     |     |     |   |     |   |     |   |     |   |    |     | Punti | Pos. |
| ---- | ------ | ------- | -- | - | -- | --- | --- | --- | - | --- | - | --- | - | --- | - | -- | --- | ----- | ---- |
| 1989 | 250    | Aprilia | 14 | 9 | 14 | Rit | Rit | Rit | 5 | Rit | 6 | Rit | 9 | Rit | 7 | 13 | Rit | 51    | 12º  |

| 1990 | Classe | Moto    |     |  |   |     |     |   |     |   |   |   |    |    |     |    |   | Punti | Pos. |
| ---- | ------ | ------- | --- |  | - | --- | --- | - | --- | - | - | - | -- | -- | --- | -- | - | ----- | ---- |
| 1990 | 250    | Aprilia | Rit |  | 9 | Rit | Rit | 9 | Rit | 7 | 2 | 7 | 11 | 17 | Rit | 13 | 7 | 66    | 12º  |

| Legenda | 1º posto        | 2º posto            | 3º posto            | A punti      | Senza punti        | Grassetto – Pole position Corsivo – Giro più veloce |
| Legenda | Gara non valida | Non qual./Non part. | Ritirato/Non class. | Squalificato | '-' Dato non disp. | Grassetto – Pole position Corsivo – Giro più veloce |

### Classe 350
| 1981 | Classe | Moto   |     |   |   |     |    |    |     |   |    |    |   |    |    |     |  | Punti | Pos. |
| ---- | ------ | ------ | --- | - | - | --- | -- | -- | --- | - | -- | -- | - | -- | -- | --- |  | ----- | ---- |
| 1981 | 350    | Yamaha | Rit | - | - | Rit | NE | NE | Rit | - | NE | NE | 4 | NE | NE | Rit |  | 8     | 17º  |

| 1982 | Classe | Moto              |   |     |   |    |   |     |    |    |   |    |     |   |    |    |  | Punti | Pos. |
| ---- | ------ | ----------------- | - | --- | - | -- | - | --- | -- | -- | - | -- | --- | - | -- | -- |  | ----- | ---- |
| 1982 | 350    | Chevallier-Yamaha | 3 | Rit | 2 | NE | 1 | Rit | NE | NE | 2 | NE | Rit | 1 | NE | 12 |  | 64    | 2º   |

| Legenda | 1º posto        | 2º posto            | 3º posto            | A punti      | Senza punti        | Grassetto – Pole position Corsivo – Giro più veloce |
| Legenda | Gara non valida | Non qual./Non part. | Ritirato/Non class. | Squalificato | '-' Dato non disp. | Grassetto – Pole position Corsivo – Giro più veloce |

### Classe 500
| 1979 | Classe | Moto   |  |  |  |  |  |    |  |  |     |  |   |    |  |  |  | Punti | Pos. |
| ---- | ------ | ------ |  |  |  |  |  | -- |  |  | --- |  | - | -- |  |  |  | ----- | ---- |
| 1979 | 500    | Suzuki |  |  |  |  |  | 19 |  |  | Rit |  | - | NE |  |  |  | 0     |      |

| 1983 | Classe | Moto  |  |     |    |    |    |    |  |  |     |     |    |     |  |  |  | Punti | Pos. |
| ---- | ------ | ----- |  | --- | -- | -- | -- | -- |  |  | --- | --- | -- | --- |  |  |  | ----- | ---- |
| 1983 | 500    | Honda |  | Rit | NP | NQ | 13 | NP |  |  | Rit | Rit | 20 | Rit |  |  |  | 0     |      |

| 1984 | Classe | Moto             |   |    |     |     |     |   |   |     |     |     |     |   |  |  |  | Punti | Pos. |
| ---- | ------ | ---------------- | - | -- | --- | --- | --- | - | - | --- | --- | --- | --- | - |  |  |  | ----- | ---- |
| 1984 | 500    | Chevallier-Honda | 4 | 12 | Rit | Rit | Rit | 6 | 6 | Rit | Rit | Rit | Rit | 5 |  |  |  | 24    | 9º   |

| 1985 | Classe | Moto  |   |   |   |    |   |   |   |   |     |   |   |     |  |  |  | Punti | Pos. |
| ---- | ------ | ----- | - | - | - | -- | - | - | - | - | --- | - | - | --- |  |  |  | ----- | ---- |
| 1985 | 500    | Honda | 7 | 6 | 5 | 10 | 6 | 7 | 6 | 7 | Rit | 4 | 6 | Rit |  |  |  | 47    | 8º   |

| 1986 | Classe | Moto             |     |   |   |     |    |   |   |   |   |   |   |    |  |  |  | Punti | Pos. |
| ---- | ------ | ---------------- | --- | - | - | --- | -- | - | - | - | - | - | - | -- |  |  |  | ----- | ---- |
| 1986 | 500    | Chevallier-Honda | Rit | 5 | 5 | Rit | NP | 9 | 7 | 8 | 2 | 6 | 7 | NE |  |  |  | 42    | 7º   |

| 1987 | Classe | Moto   |     |     |    |     |    |    |   |     |   |   |    |     |     |   |     | Punti | Pos. |
| ---- | ------ | ------ | --- | --- | -- | --- | -- | -- | - | --- | - | - | -- | --- | --- | - | --- | ----- | ---- |
| 1987 | 500    | Cagiva | Rit | Rit | 12 | Rit | 12 | NP | 6 | Rit | 6 | 8 | 12 | Rit | Rit | 4 | Rit | 21    | 12º  |

| 1988 | Classe | Moto   |   |   |   |   |     |   |   |    |   |   |   |   |   |     |   | Punti | Pos. |
| ---- | ------ | ------ | - | - | - | - | --- | - | - | -- | - | - | - | - | - | --- | - | ----- | ---- |
| 1988 | 500    | Yamaha | 9 | 8 | 8 | 6 | Rit | 7 | 2 | 12 | 4 | 6 | 7 | 7 | 7 | Rit | 9 | 120   | 7º   |

| 1991 | Classe | Moto   |    |    |    |   |     |   |   |    |   |   |   |   |   |   |   | Punti | Pos. |
| ---- | ------ | ------ | -- | -- | -- | - | --- | - | - | -- | - | - | - | - | - | - | - | ----- | ---- |
| 1991 | 500    | Suzuki | 14 | 10 | 10 | 8 | Rit | 6 | 8 | 10 | 5 | 7 | 8 | 8 | 7 | 8 | 8 | 105   | 8º   |

| Legenda | 1º posto        | 2º posto            | 3º posto            | A punti      | Senza punti        | Grassetto – Pole position Corsivo – Giro più veloce |
| Legenda | Gara non valida | Non qual./Non part. | Ritirato/Non class. | Squalificato | '-' Dato non disp. | Grassetto – Pole position Corsivo – Giro più veloce |